# La Blonde aux seins nus (film)
Pour les articles homonymes, voir La Blonde aux seins nus.
Pour plus de détails, voir Fiche technique et Distribution.
La Blonde aux seins nus est un film français de Manuel Pradal sorti en 2010.

## Synopsis
Deux frères, Julien, 25 ans, et Louis, 12 ans, travaillent et vivent sur une péniche au cœur de Paris. Ils transportent du gravier et arrondissent leurs fins de mois par de menus larcins. Ils ont grandi seuls, soudés l’un à l’autre, au fil de l’eau. Un receleur slave leur propose le grand coup, voler un Manet, La Blonde aux seins nus, exposé au musée d'Orsay. Louis, chargé du vol, réussit l’impensable et rapporte la toile inestimable dans la péniche. Mais la gardienne du musée, Rosalie, une fille d’une belle nature, l’a suivi. Après une bagarre, les frères la séquestrent dans la cale du bateau et se font la belle. S'ensuit une cavale à trois sur les boucles de la Seine. À Joinville-le-Pont, l’aventure prend un drôle de tour quand Rosalie sort de sa cache et propose à ses ravisseurs un marché inattendu.

## Fiche technique
- Titre original : La blonde aux seins nus
- Réalisation : Manuel Pradal
- Scénario : Manuel Pradal
- Dialogues: Manuel Pradal
- Producteur : Alain Goldman
- Photographie : Girogos Arvanitis
- Montage : Béatrice Herminie
- Décors : Jean-Marc Kerdelhue
- Costumes : Nathalie du Roscoat
- Musique : Carlo Crivelli
- Son : Jean-Luc Audy
- Production : producteur exécutif Marc Vade
- Production : producteur associé Catherine Morisse-Monceau
- Société de production : Légende Films, en association avec Cofinova 5
- Société de distribution : Eurozoom
- Budget : 5 millions d'€
- Pays d'origine :  France
- Langue originale : français
- Format : couleur - 1,85:1 -  35 mm - son  Dolby Digital
- Genre : comédie dramatique
- Durée : 100 minutes
- Dates de sortie :
  - France : 21 juillet 2010

## Distribution
- Vahina Giocante : Rosalie Durieux
- Nicolas Duvauchelle : Julien Rivera
- Steve Le Roi : Louis Rivera
- Paul Schmidt : Laszlo
- Brendan Backmann : Brendan
- Jacques Spiesser : Victor Durieux
- Francis Coffinet : le journaliste

## Réception
Julien Samy, dans Première, considère que ce film, bâti sur une idée séduisante, manque cependant de « crédibilité et de tension dramatique pour susciter un réel intérêt. » Olivier de Bruyne, dans Le Point, déplore « une sorte de naufrage » avec un scénario invraisemblable, une mise en scène grotesque et des comédiens perdus.